# Bodești
Bodești is een Roemeense gemeente in het district Neamț.
Bodești telt 5194 inwoners.